# باري ولمان
باري ولمان (مواليد 1942) هو عالم اجتماع كندي، ولد في 30 سبتمبر 1942. ومدير مشارك لشبكة نت لاب الدولية التي مقرها في تورنتو.
تتركز مجالات بحثه على علم اجتماع المجتمع والإنترنت وتفاعل الإنسان مع الحاسوب والهيكل الاجتماعي كما تتجلى في الشبكات الاجتماعية في المجتمعات والمنظمات.
ويهتم ولمان بشكل عام بالتحول النمطي من العلاقات المركزة على المجموعات إلى الفردانية الشبكية. وقد كتب أو شارك في كتابة أكثر من 300 مقالة وفصلاً وتقريراً وكتاباً. عمل ولمان كأستاذ في قسم علم الاجتماع في جامعة تورنتو لمدة 46 عامًا، من 1967 إلى 2013، بما في ذلك فترة خمس سنوات في منصب أستاذ صموئيل ديلبرت كلارك.
من بين المفاهيم التي نشرها ولمان: "شبكة الشبكات" و "المدينة الشبكية" (مع بول كريفن)، و"سؤال المجتمع"، و"الشبكات الحاسوبية كشبكات اجتماعية"، و"حياة متصلة" و"الإنترنت اللامنتهي" (مع بيرني هوجان)، و"الوسائط المتعددة" (مع كارولين هيثورنثوايت [الإنجليزية])، و"الفردانية الشبكية" و"المجتمع المتصل بالشبكة"، و"المجتمع الشخصي" و"الشبكة الشخصية"، وثلاثة أعمال مع أنابيل كوان هاس [الإنجليزية]: "الاتصال الزائد"، "الواقعية المحلية" و "المكانية الافتراضية".
لي ريني وباري ولمان هما مؤلفان مشتركان لكتاب "متصل بالشبكة: نظام التشغيل الاجتماعي الجديد [الإنجليزية]" الحائز على جائزة عام 2012 والصادر عن معهد ماساتشوستس للتكنولوجيا. كما يعمل ولمان كمحرر لثلاثة كتب، وهو مؤلف أكثر من 500 مقالة، كثيرًا ما يكتبها بالتعاون مع الطلاب.
وقد حصل ولمان على جوائز إنجازات مهنية من الجمعية الكندية لعلم الاجتماع والأنثروبولوجيا، والشبكة الدولية لتحليل الشبكات الاجتماعية [الإنجليزية]، ورابطة الاتصالات الدولية، وشبكة مراكز التفوق للرسومات الحاسوبية والرسوم المتحركة، بالإضافة إلى قسمين من المؤسسة الأمريكية لعلم الاجتماع: علم الاجتماع الحضري والمجتمعي؛ والاتصالات وتكنولوجيا المعلومات. وتم انتخابه زميلاً في الجمعية الملكية الكندية عام 2007. وفي عام 2012، وُصف ولمان بأنه أحد من العلماء الاجتماعيين الكنديين الذين لديهم مؤشر إتش الأعلى (من الاستشهادات). وكان ولمان عضوًا في هيئة التدريس في قسم علم الاجتماع في جامعة تورنتو لمدة 46 عامًا، من 1967 إلى 2013. ومنذ يوليو 2013، يشارك في إدارة شبكة نت لاب. وتم تكريم ولمان بمنحه البروفيسور الزائر ليم تشونج ياه للاتصالات والوسائط الجديدة في الجامعة الوطنية في سنغافورة في يناير-فبراير 2015.

## وصلات خارجية
- باري ولمان على موقع الموسوعة البريطانية (الإنجليزية)